# Bud - iagttagelse fra en bil med radio
Bud - iagttagelse fra en bil med radio er en kortfilm, der er instrueret af Henrik Ruben Genz.